# Celso de Carvalho (músico)
Celso de Carvalho (1950-1998), foi um músico e compositor português que fundou a banda Plexus e fez parte da Banda do Casaco.

## Biografia
Celso Rosa Belo de Carvalho nasce a 24 de Janeiro de 1950. Seguiu as pisadas do pai, que também era violoncelista e que tocou para a Emissora Nacional e em orquestras sinfónicas do Porto.  Para além do violoncelo, tocava também cítara, piano, vibrafone, baixo elétrico, entre outros. 
No final da década de 60, fundou o grupo Plexus, com Carlos Zíngaro, José Alberto Teixeira, Jorge Valente e Luís Pedro Fonseca, uma das mais atipicas bandas da música portuguesa, a primeira de free music em Portugal e que gravou apenas um disco denominado de Paraíso Amanhã, em 1969. 
Na década seguinte, ele juntou-se a António Avelar Pinho da extinta Filarmónica Fraude e Nuno Rodrigues da Musica Novarum, e fundam a Banda do Casaco, da qual Carlos Zíngaro também fará parte. Celso será o unico elemento que se manteve até ao fim da banda no inicio da década de oitenta e que participou em todos os discos gravados por ela.  
Ao longo da sua carreira, Celso de Carvalho irá não só tocar como violoncelista numa orquestra sinfónica como irá colaborar com vários artistas e grupos portugueses e internacionais, entre eles: Ala dos Namorados, Amélia Muge, António Pinho Vargas, Chico Buarque, Gunther Hampel, Jerry Marotta, José Afonso,  Né Ladeiras, Quarteto 1111 e Rão Kyao. 
Em 1997, compõe, toca, edita e produz Celsianices, o seu único disco a solo do qual apenas foram editados 30 exemplares. 
Um ano depois, no dia 10 de agosto de 1998, morre de doença prolongada. 
É pai de dois filhos, entre eles a atriz Mila Belo, nascida a 18 de novembro de 1970.   

## Discografia Seleccionada
Entre a sua discografia encontram-se: 
- 1969 - Paraíso Amanhã, EP da banda Plexus [14]
- 1975 - Dos Benefícios dum Vendido no Reino dos Bonifácios, da Banda do Casaco
- 1976 - Coisas do Arco da Velha, da Banda do Casaco
- 1977 - Hoje Há Conquilhas, amanhã não Sabemos, da Banda do Casaco
- 1977 - Bambu, álbum de Rão Kyao [15]
- 1978 - Contos da Barbearia, da Banda do Casaco
- 1980 - No Jardim da Celeste, da Banda do Casaco
- 1984 - Banda do Casaco com Ti Chitas, da Banda do Casaco [16]
- 1995 - Por minha dama, album da banda Ala dos Namorados, editado pela EMI-Valentim de Carvalho [17]
- 1996 - Fura fura, de José Afonso, editado pela Movieplay [18]
- 1997 - Celsianices, disco a solo, edição de autor [4][19]

## Ligações Externas
- Plexus - "Paraíso Amanhã" disco sem titulo (EP 1969)
- Tema A Flor E O Fruto orquestrado por ele para o grupo Fantástica Aventura
- Videoclip do tema Morgadinha dos Canibais da Banda do Casaco